# Dorota Wybieralska
Dorota Wybieralska, z d. Dziuk (ur. 14 listopada 1965 w Grodkowie) – polska hokeistka na trawie, medalistka zawodów Przyjaźń-84. Mistrzyni i reprezentantka Polski.

## Życiorys
Jest wychowanką Rolnika Nysa, w którym rozpoczęła treningi w 1978. Występowała także w Eintrachcie Brunszwik, Starcie Brzeziny i AZS AWF Poznań. Z Rolnikiem została mistrzynią Polski na otwartym stadionie w 1990.
Z reprezentacją Polski seniorek wystąpiła na zawodach Przyjaźń-84, zdobywając srebrny medal, łącznie w I reprezentacji Polski zagrała w 71 spotkaniach.
Po zakończeniu kariery zawodniczej pracowała jako trener grup młodzieżowych w AZS Politechnika Poznańska.  Z reprezentacją Polski kobiet do lat 16 zajęła 5. (ostatnie) miejsce na mistrzostwach Europy w 2014.
Hokeistą na trawie, a później trenerem reprezentacji Polski kobiet był jej mąż, Andrzej Wybieralski, hokej na trawie uprawiała także jej siostra, Alicja Klimas.